# Phlogophora iris
Phlogophora iris là một loài bướm đêm trong họ Noctuidae.